# I Love Me Some Him
I Love Me Some Him är en ballad av R&B-sångerskan Toni Braxton från hennes andra studioalbum, Secrets (1996). Sången skrevs av Andrea Martin och Gloria Stewart samt producerades av den danska duon Soulshock & Karlin. Låten släpptes som singel samtidigt som A-sidan på singelskivan, "I Don't Want To", men när denna släpptes utanför USA inkluderades dock inte låten. 
"I Love Me Some Him" var en enorm radiohit under 1997 och klassas idag som en av Braxtons klassiker. Låten inkluderades på Tonis samlingsskiva; Ultimate Toni Braxton, 2003.

## Format och innehållsförteckningar
U.S. double A-side CD single with "I Don't Want To"
1. "I Don't Want To" (Album Version) – 4:17
2. "I Love Me Some Him" (Album Version) – 5:09

U.S. double A-side CD maxi single with "I Don't Want To"
1. "I Don't Want To" (Album Version) – 4:17
2. "I Don't Want To" (Frankie Knuckles Club Mix) – 10:57
3. "I Don't Want To" (Instrumental) – 4:19
4. "I Love Me Some Him" (Album Version) – 5:09
5. "Un-Break My Heart" (Billboard Award Show Version) – 4:12

## Listor
| Lista (1997)                           | Topp position |
| -------------------------------------- | ------------- |
| U.S. Billboard Hot 100                 | 19            |
| U.S. Billboard Hot R&B/Hip-Hop Songs   | 9             |
| U.S. Billboard Hot Dance Singles Sales | 2             |